# ديفيد كوت (حكم كرة قدم)
ديفيد كوت (بالإنجليزية: David Coote)‏ هو حكم كرة قدم إنجليزي. سابق وهو عضو في اتحاد نوتينغمشير لكرة القدم سابقاً.

## حياته الشخصية
كتو هو ابن ديفيد كوت الذي لعب الكريكيت نادي مقاطعة نوتينجهامشاير للكريكيت.